# Garbe, Lahmeyer & Co.
 (novembre 2023).
Si vous disposez d'ouvrages ou d'articles de référence ou si vous connaissez des sites web de qualité traitant du thème abordé ici, merci de compléter l'article en donnant les références utiles à sa vérifiabilité et en les liant à la section « Notes et références ».

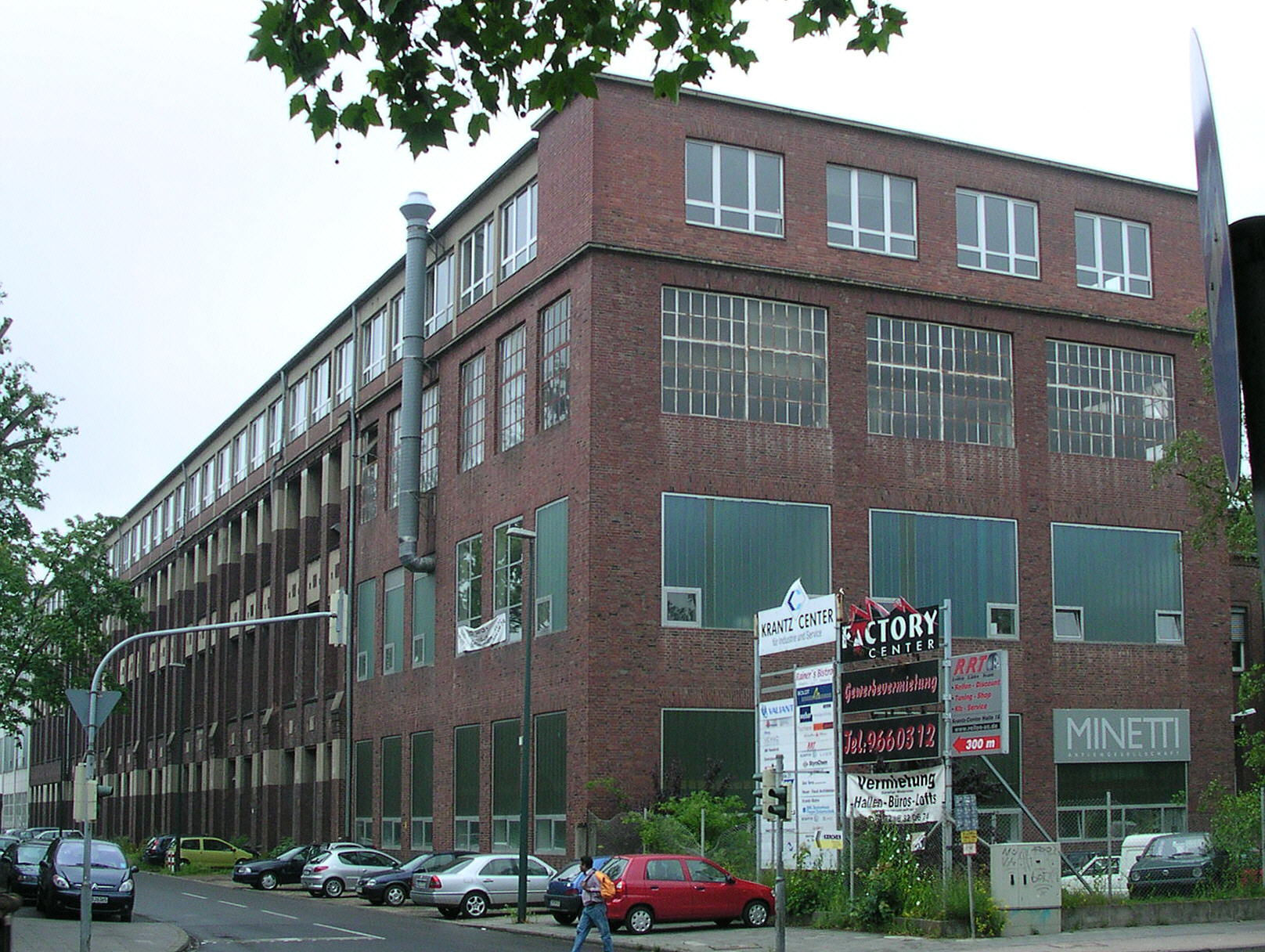
Ancienne usine du fabricant de transformateurs Garbe & Lahmeyer (Aix-la-Chapelle).

Garbe, Lahmeyer & Co. (connu sous le nom de DEW - Deutsche Elektrizitäts-Werke zu Aachen avant 1938) est une ancienne société d'électrotechnique à Aix-la-Chapelle.

## Histoire
La société est fondée en 1886 par Wilhelm Lahmeyer à Aix-la-Chapelle en Allemagne sous le nom de Deutsche Elektrizitäts-Werke zu Aachen, Garbe, Lahmeyer & Co. Lorsque Lahmeyer quitte l'entreprise quelques années plus tard, la société utilise encore ce nom. À partir de 1938, l'entreprise est connue sous le nom de Garbe, Lahmeyer & Co. (GL).
GL produit toutes sortes de moteurs électriques, de générateurs électriques, d'alternateurs, de démarreurs, de génératrices et d'autres équipements électriques. 
Pendant la Seconde Guerre mondiale, GL était l'un des fournisseurs de moteurs électriques pour U-bateaux de type VIIC.
En 1973, GL est repris par le CGEE Alstom.
La production sous le label GL s'arrête vers 1993.